# Хлопонин, Николай Петрович
Никола́й Петро́вич Хлопо́нин (1923—1995) — советский офицер-танкист, участник Великой Отечественной войны, Герой Советского Союза (1945). Старший лейтенант Советской Армии.
В годы Великой Отечественной войны — командир танкового взвода 2-го танкового батальона 14-й гвардейской танковой бригады 4-го гвардейского танкового корпуса. Особо отличился в январе-феврале 1945 года в боях на территории Польши.

## Биография
Родился 22 мая 1923 года на станции Тарасовка (ныне —  посёлок, Миллеровский район Ростовской области).  В сентябре 1923 года семья переехала в  город Армавир, Краснодарский край. Окончил среднюю школу, затем  химико-технологический техникум (ныне Армавирский механико-технологический техникум).

### На фронтах Великой Отечественной войны
В марте 1942 года Хлопонин был призван на службу в Рабоче-крестьянскую Красную Армию. Воевал автоматчиком на Закавказском фронте (с августа по декабрь 1942 года). Затем направлен в Орловское бронетанковое училище, эвакуированное в город Майкоп. С 1942 года — член ВЛКСМ.
В октябре 1943 году окончил училище в звании младшего лейтенанта. С августа того же года — на фронтах Великой Отечественной войны. Направлен командиром танкового взвода танкового батальона 14-й гвардейской танковой бригады 4-го гвардейского танкового корпуса, в составе которого получил своё боевое крещение под Киевом. Командир танковой роты лейтенант Н. Н. Борисов сразу заприметил своего нового командира взвода: он «представился, а я смотрю, у него среди вещей гитара есть. Подумал — ну, не хватало ещё нам музыканта. Спросил: „Воевал уже?“ А оказывается, он ещё побольше моего воевал».
В июле 1944 года в боях за деревню Хильценцы гвардии танковый взвод младшего лейтенанта Николай Хлопонин отразил две танковые атаки противника, при этом боевой счёт его экипажа составил один танк противника, три орудия, около 10 подвод, 5 автомашин, а также более 150 немецких солдат и офицеров. За этот эпизод награждён орденом Отечественной войны II степени (11 августа 1944).
В январе-феврале 1945 года гвардии лейтенант Николай Хлопонин отличился во время освобождения Польши в составе 1-го Украинского фронта.
15 января 1945 года в районе Скольмеж его взвод действовал в разведке. Встретив упорное сопротивление противника, он приказал взводу открыть огонь из всех видов оружия и стремительно ворваться в населённый пункт. Наведя панику среди противника, танкисты ворвались в населённый пункт и овладели им. При этом экипажем Н. П. Хлопонина было уничтожено два орудия, 3 автомашины и до 30 солдат и офицеров противника.
А 7 февраля 1945 года при расширении плацдарма за рекой Одер по пути на Мерцдорф взвод Н. П. Хлопонина, находясь в составе передовой разведгруппы, обнаружил и уничтожил батарею противника (5 орудий), затем по пути на Мерцдорф, было уничтожено 6 автомашин, 15 повозок с военным грузом и до 40 солдат и офицеров противника. Подтянув танки, противник попытался остановить советских танкистов. Гвардии лейтенант Н. П. Хлопонин метким огнём из своего танка поджёг три танка, в результате чего контрудар противника был сорван, а Мерцдорф занят. В дальнейшем с большими потерями для противника были отбиты три контратаки (по советским данным, потери противника составили 60 солдат и офицеров). Перерезав дорогу на Бреслау (ныне город Вроцлав, Польша), его взвод надёжно удерживал её до подхода основных сил.
Указом Президиума Верховного Совета СССР от 27 июня 1945 года гвардии лейтенант Николай Хлопонин был удостоен высокого звания Героя Советского Союза с вручением ордена Ленина и медали «Золотая Звезда».

### Послевоенные годы
По воспоминаниям бывшего командира танковой роты Н. Н. Борисова, вскоре состояние здоровья Н. П. Хлопонина ухудшилось. Командование вынуждено было направить его на лечение в госпиталь. В 1948 году по состоянию здоровья в звании старшего лейтенанта Н. П. Хлопонин был уволен в запас. Он переехал к себе на родину, в город Армавир. Работал на плодоовощной базе, принимал активное участие в послевоенном восстановлении города.
Умер 11 ноября 1995 года в городе Армавир.

## Награды и звания
Советские государственные награды и звания:
- Герой Советского Союза (27 июня 1945[4]);
- орден Ленина (27 июня 1945);
- орден Отечественной войны I степени (11 марта 1985)[6];
- орден Отечественной войны II степени (11 августа 1944)[5];
- медали, в том числе:
  - медаль «За доблестный труд. В ознаменование 100-летия со дня рождения В. И. Ленина»[2].

## Оценки и мнения
По воспоминаниям бывшего командира танковой роты Н. Н. Борисова, его командир танкового взвода Н. П. Хлопонин — «настоящий весельчак. Если выдавалась свободная минутка, он непременно веселил нас. Мог хорошо и сыграть на гитаре, и спеть. И спортивный был парень. Представь, он мог стоять на одной ноге, а другую забросить себе за голову. Причем, проделывал этот трюк, стоя на танке. Иногда перед атакой покажет всем такое, или чечёточку исполнит, и только потом уже в танки садимся. И я считаю, что своими азартными номерами он здорово нас вдохновлял».